# (612161) 2000 KK4
(612161) 2000 KK4 ist ein großes transneptunisches Objekt im Kuipergürtel, das bahndynamisch als erweitertes Scattered Disk Object (DO) oder als Cubewano (CKBO) eingestuft wird. Aufgrund seiner Größe gehört der Asteroid möglicherweise zu den Zwergplanetenkandidaten.

## Entdeckung
(612161) 2000 KK4 wurde am 26. Mai 2000 von einem Astronomenteam, bestehend aus Matthew Holman, Brett Gladman und JJ Kavelaars, am Kitt-Peak-Observatorium (Arizona) entdeckt. Die Entdeckung wurde am 17. Februar 2001 zusammen mit 2000 CN105 und 2000 FA8 bekanntgegeben.
Der Beobachtungsbogen des Planetoiden beginnt mit der offiziellen Entdeckungsbeobachtung am 26. Mai 2000. Seither wurde der Planetoid durch verschiedene erdbasierte Teleskope beobachtet. Im Dezember 2018 lagen insgesamt 54 Beobachtungen über einen Zeitraum von 18 Jahren vor. Die bisher letzte Beobachtung wurde im August 2017 am Pan-STARRS-Teleskop (PS1) (Maui) durchgeführt. (Stand 19. März 2019)

## Eigenschaften

### Umlaufbahn
(612161) 2000 KK4 umkreist die Sonne in 267,83 Jahren auf einer leicht elliptischen Umlaufbahn zwischen 38,39 AE und 44,71 AE Abstand zu deren Zentrum. Die Bahnexzentrizität beträgt 0,076, die Bahn ist 19,11° gegenüber der Ekliptik geneigt. Derzeit ist der Planetoid 44,68 AE von der Sonne entfernt. Das Perihel durchlief er das letzte Mal 1891, der nächste Periheldurchlauf dürfte also im Jahre 2159 erfolgen.
Marc Buie (DES) klassifiziert den Planetoiden als erweitertes SDO (ESDO bzw. DO), während das Minor Planet Center ihn als Cubewano einordnet, wobei er zu den bahndynamisch «heißen» klassischen KBO gehören würde; letzteres ordnet ihn auch als Nicht-SDO und allgemein als «Distant Object» ein.

### Größe
Derzeit wird von einem Durchmesser von 344 km ausgegangen, basierend auf einem Rückstrahlvermögen von 4 % und einer absoluten Helligkeit von 6,4 m. Ausgehend von diesem Durchmesser ergibt sich eine Gesamtoberfläche von etwa 372.000 km². Die scheinbare Helligkeit von 2000 KK4 beträgt 22,76 m.
Da es denkbar ist, dass sich (612161) 2000 KK4 aufgrund seiner Größe im hydrostatischen Gleichgewicht befindet und somit weitgehend rund sein könnte, erfüllt er möglicherweise die Kriterien für eine Einstufung als Zwergplanet. Mike Brown geht davon aus, dass es sich bei 2000 KK4 um vielleicht einen Zwergplaneten handelt.
(612161) 2000 KK4 scheint eine bläuliche (neutrale) Färbung aufzuweisen, weswegen die Albedo als vergleichsweise tief angenommen wird.
| Jahr                                         | Abmessungen km | Quelle   |
| -------------------------------------------- | -------------- | -------- |
| 2018                                         | 267,0          | Johnston |
| 2018                                         | 344,0          | Brown    |
| Die präziseste Bestimmung ist fett markiert. |                |          |